# الباشا (مسلسل)
الباشا هو مسلسل من اضخم المسلسلات الدرامية التاريخية العراقية يحكي قصة رئيس الوزراء في عهد المملكة العراقية نوري السعيد، الذي فدى العراق بروحه وساهم بكل ما يملك لتحقيق ما هو في صالح البلد.

## تفاصيل عن المسلسل
ساهم في العمل العديد من الممثلين العرب:العراقيين,السوريين,المصريين.

العراقيين :
- عبد الخالق المختار بدور نوري السعيد
- جواد الشكرجي بدور معروف الرصافي
- ناهي مهدي بدور (أبو كاظم) نجار الملك
- آسيا كمال بدور فطومة خنجر
- سامي قفطان
- محمود أبو العباس
- فاضل خليل
- محسن العزاوي
- قائد النعماني
- ابتسام فريد
- هديل كامل
- نزار السامرائي
- عادل عثمان
- سعد محسن
- احمد طعمة التميمي
- كريم محسن
- محمد هاشم
- طه علوان
- خليل ابراهيم
- رائد محسن
- هند طالب
- اياد الطائي
- نسرين عبد الرحمن
- طلال هادي
- علي قاسم الملاك
- مهدي الحسيني
- فوزية حسن
- باسل شبيب
- كنعان علي
- خليل فاضل
- زهور حسين
- غسان العزاوي
- عامر جهاد
- مكي عواد
- باسم قهار
- محمد طعمة التميمي
- حسين عجاج
- شمم الحسن
- ميس كمر
- ناهدة الرماح
- علي جعفر السعدي

السوريين:
- لورا أبو أسعد بدور مس بيل
- عدنان أبو الشامات
- جهاد عبدو
- سعيد الاغا
- جمال القيش
- حسام الشاه
- نوار بلبل
- رامز الاسود
- رانيا اسعد

المصريين:
- أحمد راتب بدور السفير المصري حافظ
- ليلى طاهر
- ميرنا المهندس
- خالد الحربي

وغيره من الممثلين...
يحكي المسلسل قصة رئيس الوزراء العراقي نوري السعيد وتتويج الملك فيصل الأول وكذلك قصص الشخصيات البارزة في بغداد والعراق مثل :
- معروف الرصافي: شاعر عراقي مشهور بشعره العاطفي والحساس.
- أبو كاظم: هو نجار الملك الذي قام بنجارة العرش.
- فطومة خنجر (ام كرم): كما نعرف ان الشقاوات هي دائما رجال ولكن في هذه الحقبة الزمنية كانت فطومة خنجر أول امراة تكون من أوائل وأقوى شقاوات بغداد وهي صاحبة اوتيل (فندق).
- مصطفى افندي:هو خريج كلية الحقوق ونزيل في (اوتيل ام كرم) ولاحقا أصبح عضو في وزارة العدلية وكان متقلب المزاج والأحوال.
- جمال افندي: هو صديق مصطفى افندي وهو أيضا من المجلس التاسيسي وصحفي في جريدة الاستقلال العراقية.
- حمادي:هو صانع لدى ام كرم في الاوتيل.
- بدرية:هي راقصة في ملهى كان مصطفى وجمال يرتادانه.
- حبزبوز:شقاوة من شقاوات بغداد حيث اخذت جريدة حبزبوز اسمها منه.
- ملا عبود الكرخي: هو شاعر من شعراء العراق وصاحب جريدة الكرخ العراقية.
- مهدي الخالصي:هو شيخ محب للوطن ولم يعرف ماذا يفعل بوجود الانتداب ونفي مع الزعماء المنفيين خارج البلد.

ويحكي المسلسل أيضا عن شخصيات في الانتداب البريطاني مثل:
- سير كوكس:وهو أول مندوب سامي للعراق.
- سير دوبس:هو ثاني مندوب سامي للعراق بعد رحيل كوكس لبريطانيا.

ويحكي المسلسل عن شخصيات أخرى كثيرة...